# Cordina
La cordina (del griego, chordē, cuerda) es una proteína celular que funciona como antagonista de la proteína morfogénica ósea. Está compuesta por cuatro dominios serina de pequeño tamaño cuya función aún se desconoce. La cordina fue descubierta en la rana africana de uñas como una proteína clave para la dorsalización de los tejidos en los primeros estadios embrionarios. La cordina es un polipéptido de 941 aminoácidos y de 120 kDa de longitud. Ejerce su función en la dorsalización embrionaria al unirse a proteínas ubicadas en el extremo ventral del animal, incluyendo la proteína BMP que es miembro de la superfamilia de proteínas TGF-beta. Es probable que cumpla un papel molecular en la organogénesis. Se han identificado cinco isoformas de esta proteína sintetizados por el proceso celular de empalme alternativo. En humanos, la cordina es codificada por el gen CHRD.

## Función
La cordina modula la bioactividad de «morfogenes», que son señales que funcionan como factores de crecimiento y diferenciación celular implicados en el establecimiento de patrones específicos en la arquitectura de órganos y tejidos. En ratones en desarrollo embrionario donde la cordina y otra proteína llamada nogina están ausentes, el animal practimanete carece de cabeza. Es de interés que cuando estos ratones solo tienen ausente la nogina, solo se aprecian errores leves en el desarrollo de la cabeza del animal. Se ha demostrado que la cordina es esencial para el desarrollo del prosencéfalo. En ratones, la cordina se expresa en el nodo embrionario mas no en el endodermo ventral.
La cordina también participa en la gastrulación de especies de aves. Se expresa en las células del saco de Koller, el cual forma las células anteriores de la línea primitiva, una estructura clave en el desarrollo de esta etapa embrionaria.